# Schickedanz Albert
Schickedanz Albert (Biała, 1846. október 14. – Budapest, 1915. július 11.) magyar műépítész, festő, az eklektikus építészet jeles képviselője. Többek között a Millenniumi emlékmű, a Műcsarnok és a Szépművészeti Múzeum tervezője.

## Életpályája
A galíciai Bielsko Biala (Biala bei Bielitz) városban született német származású, de magyar érzelmű család sarjaként. Apja, Schickedanz Ferdinánd (Nándor) földbirtokos, majd borkereskedő volt, édesanyja Rumann Ludmilla Szidónia. Gyermekkorát az akkor Magyarországhoz tartozott Késmárkon töltötte, ahol apja 1848-ban polgárjogot kapott. Anyai nagyapja ott volt lutheránus lelkész, aki az magyar szabadságharcban való részvételéért hosszas várfogságot szenvedett. Az 1850-es évek közepén szüleivel visszaköltöztek Galíciába. Alsó- és középfokú iskoláit is itt végezte. Később a karlsruhei Politechnische Schulén egy évig építészetet tanult, majd Bécsbe ment, ahol Karl Tietz építésznél vállalt munkát.
1868-tól Pesten dolgozott előbb Szkalnitzky Antal, majd Ybl Miklós irodájában. 1869-ben megnyerte a Kerepesi temetőbeli Batthyány-mauzóleum tervezésére kiírt pályázatot. 1878-ban az Iparművészeti Múzeumban – amely akkor a Képzőművészeti Társulat Sugár úti székházában volt elhelyezve – kapott titkári állást. 1880-ban kezdett tanítani, 1884-től 1901-ig, nyugdíjazásáig a Magyar Királyi Iparművészeti Tanoda építészeti rajz- és alaktantanára volt. 1893–1903 között Herzog Fülöp Ferenccel társulva dolgozott, ekkor születtek legfontosabb munkái. 1894-ben megbízást kapott az Országos Magyar Képzőművészeti Társulattól az új Műcsarnok megtervezésére. 1895-ben a miniszterelnök Zala György szobrásszal közösen őt bízta meg a Millenniumi emlékmű elkészítésével. Az 1896. évi VIII. törvénycikk alapján 1898-ban írták ki a Szépművészeti Múzeumra a pályázatot, amin Schickedanz második lett Pecz Samu mögött, mégis ő kapott megbízást a végleges tervek elkészítésére, figyelembe véve Pecz megoldásait.
Utolsó megvalósult építészeti munkája saját műtermes villája volt, 1906-ban. Három évi betegség után szív- és érrendszeri betegségekben halt meg, Budapesten, 1915. július 11-én. Pályatársai jelenlétében július 13-án délután temették el a Kerepesi temetőben, az evangélikus egyház szertartása szerint.
Neje Horn Mária (Irma) Franciska volt.

## Építészeti munkái
- Budapest VII., Bajza utca 14. villa, amely 1879 után a VI. Bajza utca 34. számot kapta[5][6]
- 1893 – Arany János-emlékmű Budapest (VIII. kerület), Múzeum körút 14. (Magyar Nemzeti Múzeum kertje) Strobl Alajossal közös alkotás[7]
- 1895 – Műcsarnok (Herczog Fülöp Ferenccel)
- 1897–1905 – Millenniumi emlékmű (A szobrok többsége Zala György munkája.)
- 1900–1906 – Szépművészeti Múzeum
- 1906 – Budapest II., Nyúl utca 16. Műtermes villa

Síremlékek (Fiumei úti sírkert, 1086 Budapest, Fiumei út 16-18.):
- 1871–1874 – Batthyány-mauzóleum[8][9][10]
- 1880 után – Szabóky Adolf (7-1-1)[11]
- 1894 – Semmelweiss Ignác (34/2-1-1, Herzog Fülöppel)[12]
- 1897 – Pekár Imre (sírbolt, B394, elpusztult síremlék, Zala Györggyel)[13]
- 1902 előtt – Szilágyi Sándor (28-díszsor-3, Herzog Fülöppel és Fadrusz Jánossal)[14]

## Képgaléria

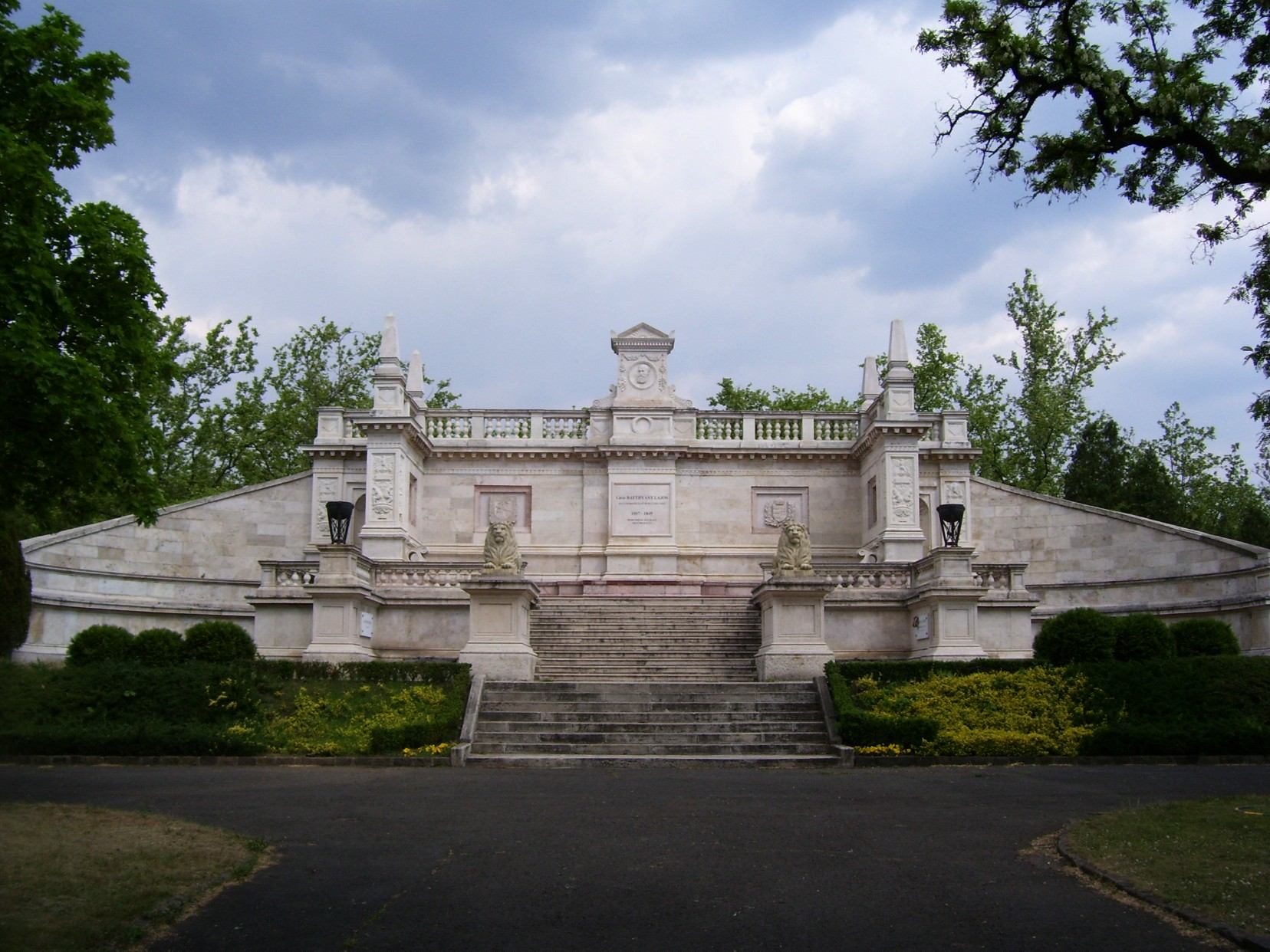
Batthyány-mauzóleum, 1871
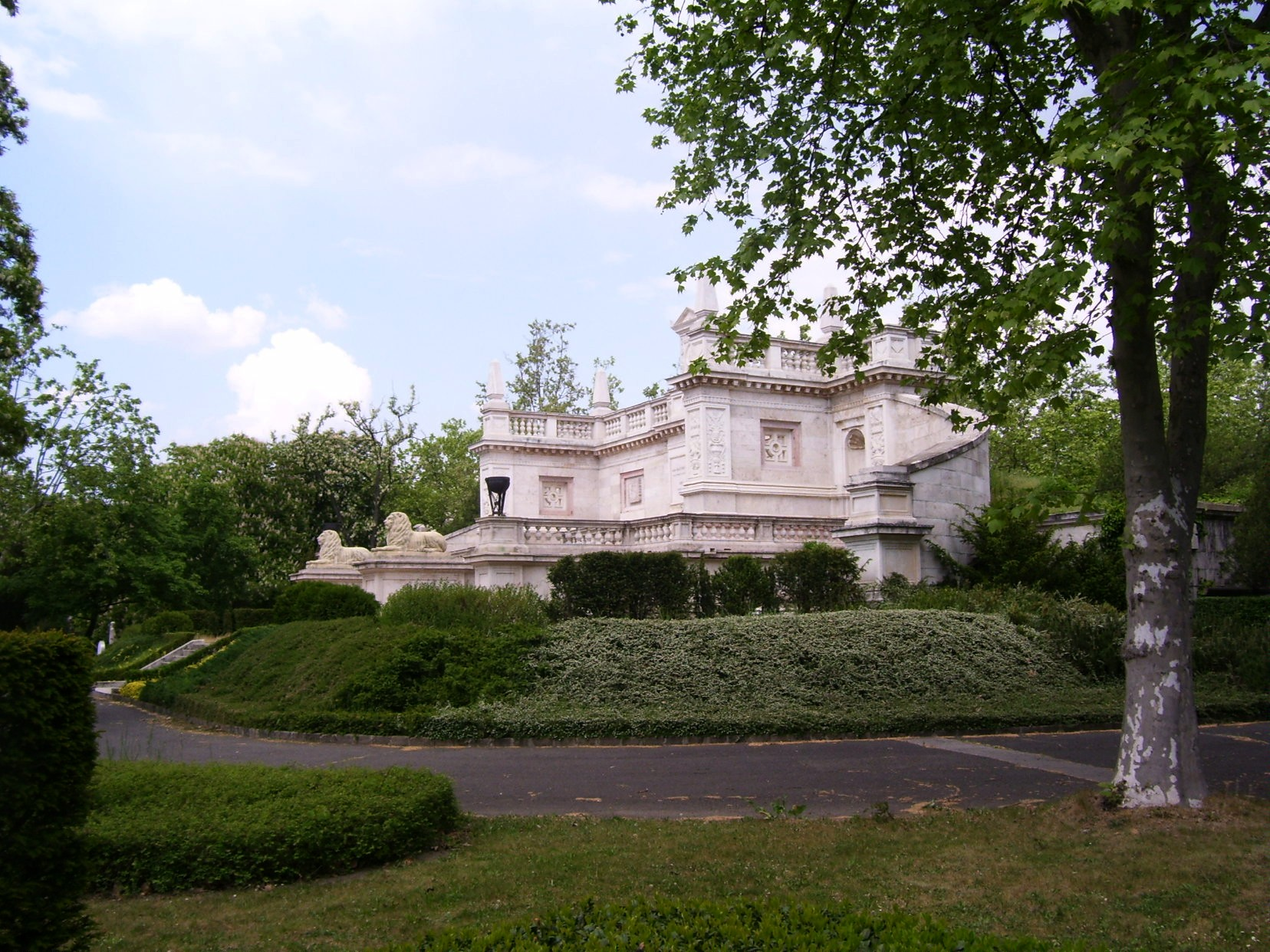
Batthyány-mauzóleum, 1871
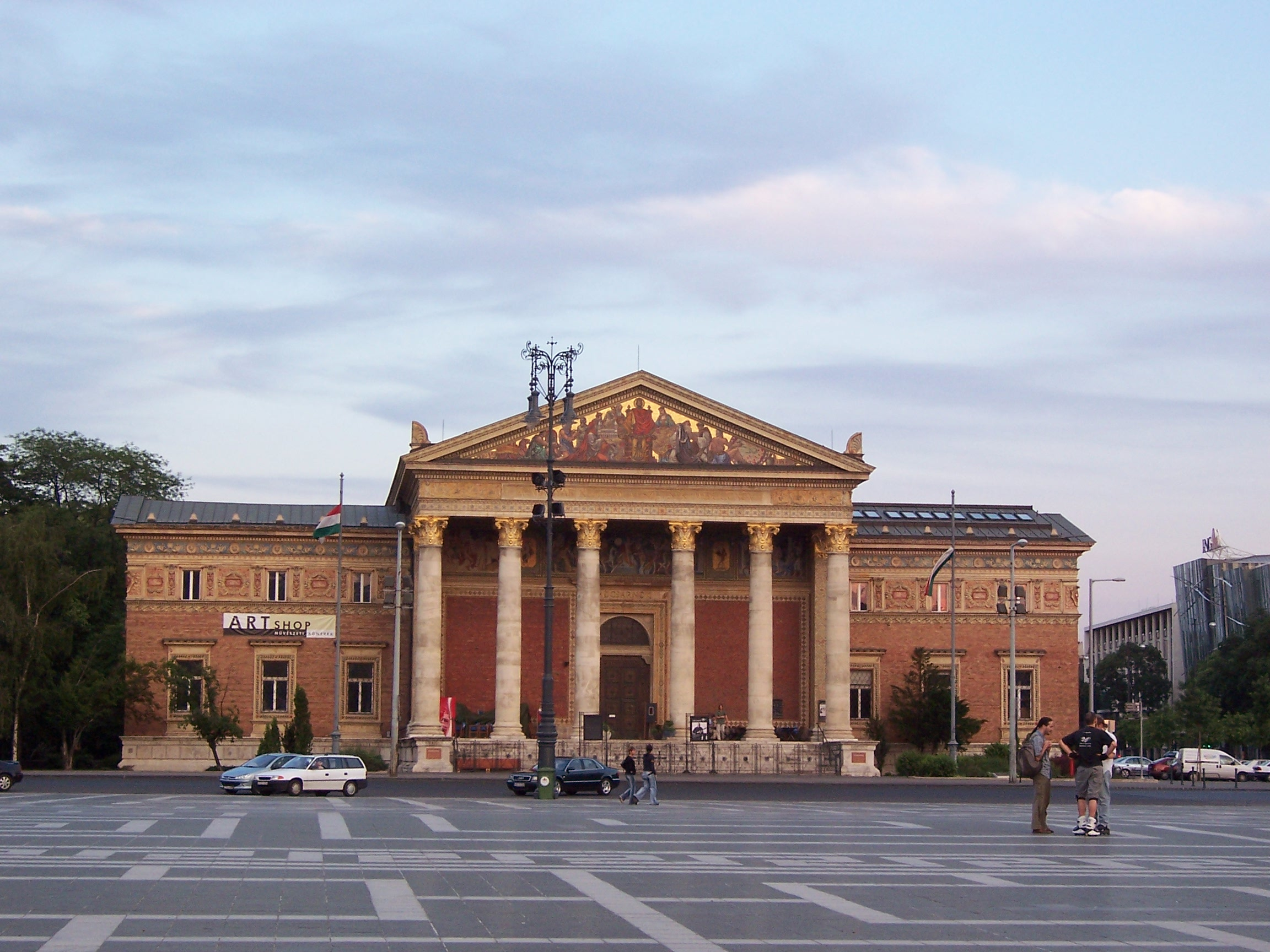
Műcsarnok a Hősök tere felől
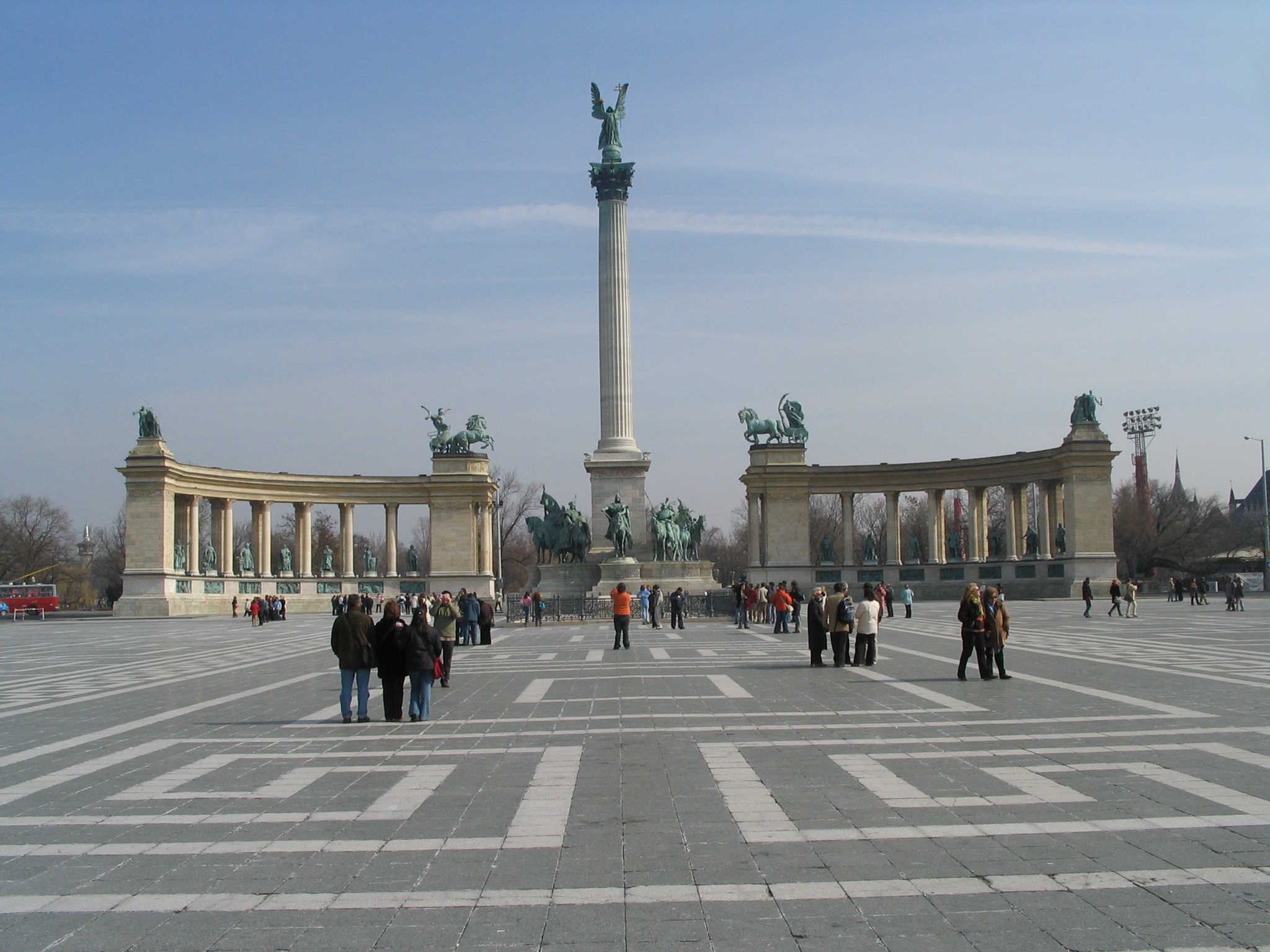
Millenniumi emlékmű a Hősök terén
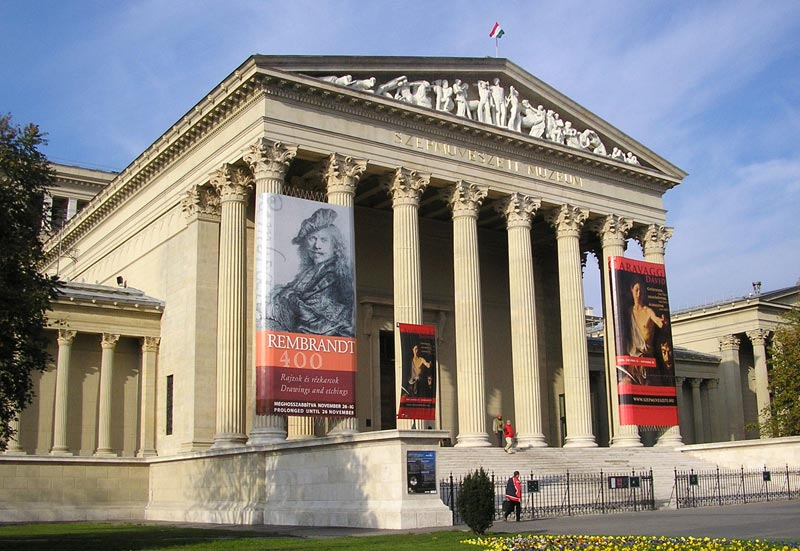
Szépművészeti Múzeum, főbejárat
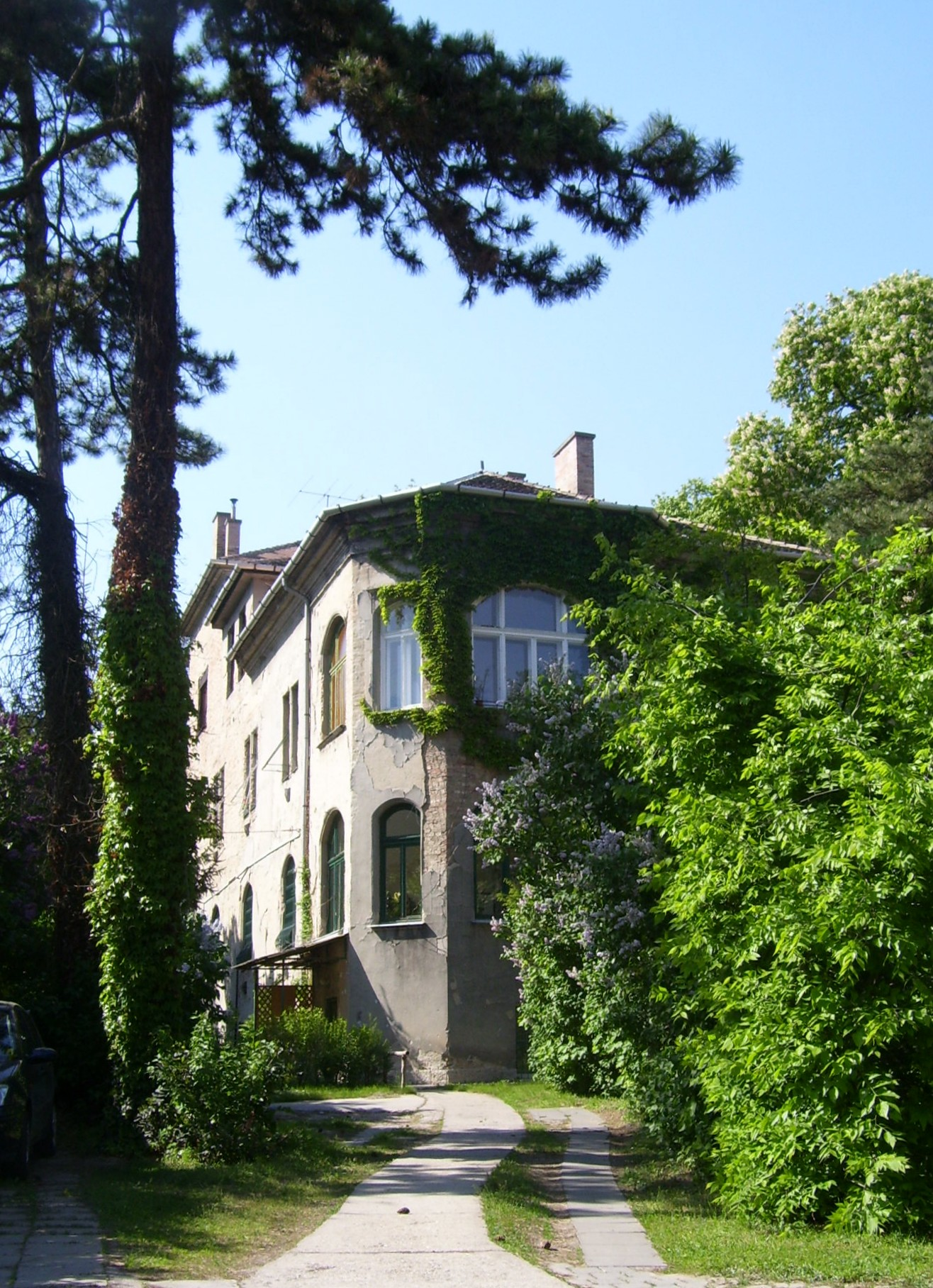
Bp. II., Nyúl u. 16., Műteremház

## Jegyzetek

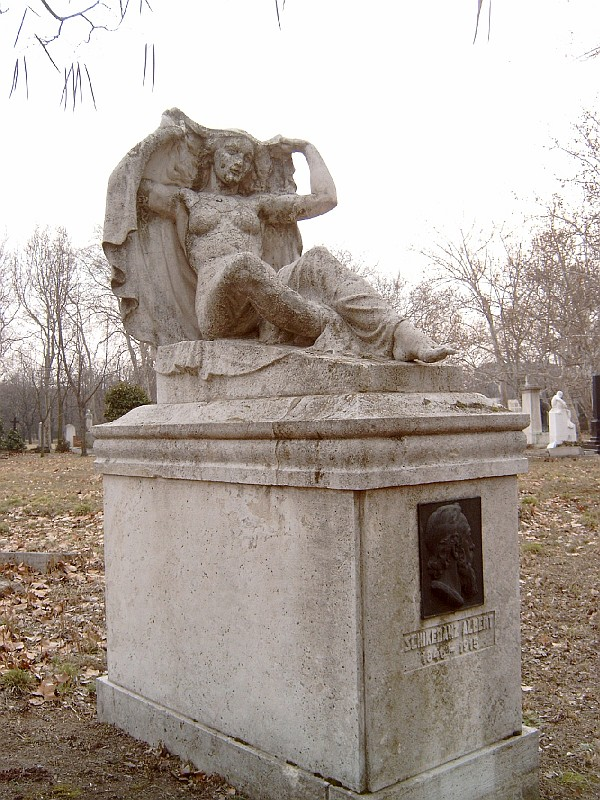
Schickedanz Albert sírja Budapesten. Kerepesi temető: 20-1-18. Moiret Ödön alkotása